# Благополучие (линейный корабль, 1741)
«Благополучие» (до 25 ноября (6 декабря) 1741 года назвался «Правительница Российская») — парусный линейный корабль Балтийского флота Российской империи, а затем портовое судно в Архангельске, один из кораблей типа «Слава России». Корабль находился в составе флота с 1741 по 1748 год, однако фактически в течение всего времени службы был либо на верфи, либо в Архангельске; несмотря на предпринимавшиеся попытки провода через бар Северной Двины (одна из них оказалась успешной), в море корабль так и не вышел.

## Описание судна
Представитель серии парусных двухдечных линейных кораблей типа «Слава России». Эта серия кораблей была самой многочисленной и одной из самых удачных серий линейных кораблей Российского императорского флота. Корабли серии строились с 1733 по 1774 год на верфях Санкт-Петербурга и Архангельска и принимали участие во всех плаваниях и боевых действиях российского флота в период с 1734 по 1790 год. Всего в рамках серии было построено 58 линейных кораблей. Все корабли этой серии обладали высокими мореходными качествами, хорошей маневренностью и остойчивостью.
Водоизмещение корабля составляло 1200 тонн, длина по сведениям из различных источников от 46,5 до 47,4 метра, ширина от 12,3 до 12,65 метра, а осадка от 5,4 до 5,48 метра. Вооружение судна составляли 66 орудий, включавшие двадцатичетырёх-, двенадцати- и шестифунтовые пушки, а экипаж состоял из 600 человек. Скорость судна при свежем ветре могла достигать восьми узлов.
Командиром корабля в 1742 году служил капитан полковничьего ранга Герард Антон Кейзер.
Первоначально корабль был назван «Правительница Российская» в честь Анны Леопольдовны, которая в 1740 и 1741 годах будучи регентшей при малолетнем Иване VI фактически являлась правительницей Российской империи.

## История службы
Линейный корабль «Правительница Российская» был заложен на Соломбальской верфи 13 (24) июля 1740 года и после спуска на воду 16 (27) мая 1741 года вошёл в состав Балтийского флота России. Строительство вёл корабельный мастер Ламбе Ямес. 25 ноября (6 декабря) 1741 года после государственного переворота и восшествия на российский престол императрицы Елизаветы Петровны корабль был переименован в «Благополучие».
В июне 1742 года при попытке провода через бар Северной Двины корабль сел на мель. Позже был снят с мели, однако из-за полученных повреждений и течи в трюме продолжать плавание не мог и был отведён назад на верфь для ремонта. 3 (14) июля 1742 года был поставлен на специально оборудованное для килевания крупных кораблей место в Лапоминке, где происходило его исправление и восстановление боеспособности. В 1744 году корабль всё же был переведён через бар Северной Двины, но из-за вновь открывшейся сильной течи вынужден был опять вернуться в Архангельск.
В связи с тем, что корабль был признан «неблагонадежным к плаванию», он был переоборудован в портовое судно для выполнения подводных работ — киллихтер — в Архангельском порту. По окончании службы в 1748 году портовое судно там же было разобрано.

### Комментарии
1. ↑  Также в серию входили два корабля «Северный Орёл» 1735 и 1763 годов постройки, два корабля «Ревель» 1735 и 1756 годов постройки, два корабля «Ингерманланд» 1735 и 1752 годов постройки, два корабля «Святой Пётр» 1741 (до 6 (17) декабря 1741 года назвался «Иоанн») и 1760 годов постройки, два корабля «Полтава» 1743 и 1754 годов постройки, два корабля «Святой Александр Невский» 1749 и 1762 годов постройки, два корабля «Москва» 1750 и 1760 годов постройки, корабли «Слава России» (головной корабль серии), «Основание Благополучия», «Леферм», «Счастие» (до 6 (17) декабря 1741 года назвался «Генералиссимус Российский»), «Екатерина», «Фридемакер», «Лесное», «Архангел Рафаил», «Святая великомученица Варвара», «Святой Сергий», «Святой Иоанн Златоуст» (В 1751 году был переименован в «Святой Иоанн Златоуст второй» в связи с постройкой одноимённого 80-пушечного корабля), «Архангел Гавриил», «Архангел Уриил», «Наталия», «Астрахань», «Рафаил», «Святой Иаков», «Не тронь меня», «Евстафий Плакида», «Святой Иануарий», «Саратов», «Тверь», «Трёх Иерархов», «Трёх святителей», «Европа», «Всеволод», «Ростислав», «Святой Георгий Победоносец», «Граф Орлов», «Память Евстафия», «Победа», «Виктор», «Вячеслав», «Дмитрий Донской», «Мироносиц», «Святой князь Владимир», «Александр Невский», «Борис и Глеб», «Преслава», «Дерись», «Ингерманландия», «Спиридон» и один корабль без названия 1758 года постройки.
2. ↑  155 футов 6 дюймов.
3. ↑  41 фут 6 дюймов.
4. ↑  18 футов.